# La guerra ha acabat
La guerra ha acabat o S'ha acabat la guerra (originalment en italià, La guerra è finita) és una minisèrie de televisió italiana del 2020 dirigida per Michele Soavi. La història està inspirada lliurement en fets reals i en el llibre Il viaggio verso la Terra promessa d'Aharon Megged. Emesa a la Rai 1 amb quatre capítols, s'ha difós internacionalment la versió amb vuit episodis. S'ha doblat al valencià per a À Punt, que va estrenar-la el 19 de desembre de 2021 amb el títol de La guerra ha acabat. També s'ha doblat al català central per a TV3, que va emetre-la l'11 i 12 de juliol de 2024 amb el nom de S'ha acabat la guerra.
Es va rodar a Emília-Romanya (Mòdena, Reggio i la seva província) i Sabbioneta, a la província de Màntua. El rodatge va començar el maig de 2019.

## Llista d'episodis
| Núm. | Títol       | Direcció      | Guió                                                                    | Data d'emissió a À Punt | Data d'emissió a TV3 |
| --- | ----------- | ------------- | ----------------------------------------------------------------------- | ----------------------- | -------------------- |
| 1 | «Episodi 1» | Michele Soavi | Sandro Petraglia, Lorenzo Bagnatori, Eleonora Bordi i Michela Straniero | 12 de desembre de 2021  | 11 de juliol de 2024 |
| L'endemà de l'alliberament, els camins del Davide, el Ben i la Giulia es creuen mentre ajuden a acollir nens que acaben d'arribar de camps de concentració nazis. El Davide explica a la Giulia que les SS li van prendre la dona i el fill; la Giulia comenta que no ha viscut la guerra de prop perquè ha estudiat psicopedagogia a l'estranger, i el Ben els diu que feia de director d'institut abans d'emigrar a Palestina a viure en un quibuts. Els tres i una colla de nens jueus de diferents nacionalitats i edats s'instal·len en una masia que coneixia el Davide i a on al final arriba una nena nova i esgotada, la Sara.                             |             |               |                                                                         |                         |                      |
| 2 | «Episodi 2» | Michele Soavi | Sandro Petraglia, Lorenzo Bagnatori, Eleonora Bordi i Michela Straniero | 12 de desembre de 2021  | 11 de juliol de 2024 |
| A la masia de la marquesa Terenzi hi continuen arribant nens, entre ells la Micol i l'Hektor. La Giulia intenta parlar amb cada infant per separat per ajudar-los a superar el trauma dels camps de concentració, però molts nens no volen recordar res. El Ben decideix fixar horaris i tasques per tenir-los ocupats i que vagin oblidant el que han viscut. El Davide s'encarrega de tornar a posar en funcionament la finca mentre continua buscant informació sobre el parador de la seva família. Per la seva banda, el Mattia es posa en contacte amb el seu tinent, que li demana que robi als nens jueus per poder fugir del país.                         |             |               |                                                                         |                         |                      |
| 3 | «Episodi 3» | Michele Soavi | Sandro Petraglia, Lorenzo Bagnatori, Eleonora Bordi i Michela Straniero | 19 de desembre de 2021  | 12 de juliol de 2024 |
| Els nens es van adaptant a la masia, on fan classe amb l'Eugenia. Malauradament, però, la família Terenzi els vol fer fora per engegar una empresa agrícola. La Giulia visita la seva mare, a qui demana que parli amb algun Terenzi per mirar d'evitar que els nens es quedin sense llar. La mare li aconsegueix una cita amb el president d'una societat dels Terenzi i li dona les pertinences que duia el seu pare quan va entrar a la presó per haver traït Itàlia tot venent armes als nazis. D'altra banda, el Davide aconsegueix una pista sobre el parador de la seva dona i el seu fill i, amb l'ajuda de l'Aldo, decideix viatjar a Mauthausen, Àustria. |             |               |                                                                         |                         |                      |
| 4 | «Episodi 4» | Michele Soavi | Sandro Petraglia, Lorenzo Bagnatori, Eleonora Bordi i Michela Straniero | 19 de desembre de 2021  | 12 de juliol de 2024 |
| El Davide arriba a Mauthausen i hi descobreix les atrocitats que feien els nazis. Un soldat de les SS que els americans han empresonat confessa que no va veure mai el Daniele i que l'Enrica és morta. Mentrestant, a la finca Terenzi, reben la visita de l'advocat Stefano Dell'Ara, que reconeix la Giulia de quan eren petits. La Giulia aprofita l'ocasió per demanar-li que parli amb la marquesa i la convenci de no fer fora els nens. D'altra banda, la Sara confessa al Ben el que li va passar al camp; el Mattia i el Gabriel es barallen, i l'Alisa i la Lila parlen amb la Giulia del seu passat.                                                    |             |               |                                                                         |                         |                      |
| 5 | «Episodi 5» | Michele Soavi | Sandro Petraglia, Lorenzo Bagnatori, Eleonora Bordi i Michela Straniero | 26 de desembre de 2021  | 15 de juliol de 2024 |
| L'Stefano i la Giulia van a un ball de la Creu Roja per veure la marquesa i demanar-li que aturi el desnonament. El Davide va amb l'Aldo a la ciutat a investigar l'origen de la insígnia que va trobar a la finca i a parlar amb el coronel De Giorgi, que busca criminals de guerra. |             |               |                                                                         |                         |                      |
| 6 | «Episodi 6» | Michele Soavi | Sandro Petraglia, Lorenzo Bagnatori, Eleonora Bordi i Michela Straniero | 26 de desembre de 2021  | 15 de juliol de 2024 |
| El Davide rep una pista sobre on pot ser el seu fill, i pel camí, coneix una dona que ha perdut la seva filla. L'Stefano es decideix per la Giulia i fa un pas endavant. La Sara torna a casa i descobreix un secret sobre el culpable de la detenció de la seva família. |             |               |                                                                         |                         |                      |
| 7 | «Episodi 7» | Michele Soavi | Sandro Petraglia, Lorenzo Bagnatori, Eleonora Bordi i Michela Straniero | 2 de gener de 2022      | 16 de juliol de 2024 |
| La marquesa Terenzi vol fer una col·lecta per reunir diners i donar-los als ocupants de la finca perquè marxin. La Giulia no hi està gens d'acord i ho rebutja. La resta d'ocupants es mostren disconformes amb aquesta seva decisió. D'altra banda, el Davide descobreix qui és en realitat el Mattia. |             |               |                                                                         |                         |                      |
| 8 | «Episodi 8» | Michele Soavi | Sandro Petraglia, Lorenzo Bagnatori, Eleonora Bordi i Michela Straniero | 2 de gener de 2022      | 16 de juliol de 2024 |
| El Davide i els companys de la brigada detenen el tinent Bianchi i els seus sequaços gràcies a l'ajuda del Mattia. D'altra banda, la senyora Terenzi comunica al Ben la seva decisió final sobre el futur de la finca. Finalment, la Giulia parla amb l'Stefano i li confessa els seus sentiments verdaders. |             |               |                                                                         |                         |                      |